# Liste der denkmalgeschützten Objekte in Steinakirchen am Forst
Die Liste der denkmalgeschützten Objekte in Steinakirchen am Forst enthält die 9 denkmalgeschützten, unbeweglichen Objekte der Marktgemeinde Steinakirchen am Forst.

## Denkmäler
| Foto |                 | Denkmal                                                                | Standort                                                 | Beschreibung | Metadaten |
| ---- | --------------- | ---------------------------------------------------------------------- | -------------------------------------------------------- | --- | --- |
| ja   | Datei hochladen | Schloss Ernegg HERIS-ID: 24577 Objekt-ID: 20978                        | Ernegg 1 Standort KG: Ernegg                             | Schloss Ernegg ist eine vierseitige Anlage aus dem 16. Jahrhundert mit einem vorgezogenen Eckturm. | BDA-Hist.: Q1685400 Status: Bescheid Stand der BDA-Liste: 2025-06-30 Name: Schloss Ernegg GstNr.: .42 Schloss Ernegg                                             |
| ja   | Datei hochladen | Bildstock HERIS-ID: 24575 Objekt-ID: 20976                             | östlich Ernegg 8 Standort KG: Ernegg                     | In Oed bei Ernegg steht an der Straße nach Purgstall ein Breitpfeiler aus dem Jahr 1683 mit geschwungenem Giebel, Gnadenstuhl-Nischenbild und seitlichen Rundnischen mit angeputzten Muschelkalotten.                                                   | BDA-Hist.: Q37885313 Status: Bescheid Stand der BDA-Liste: 2025-06-30 Name: Bildstock GstNr.: 287                                                                |
| ja   | Datei hochladen | Kath. Pfarrkirche hl. Michael HERIS-ID: 24564 Objekt-ID: 20965         | Kirchenplatz 1 Standort KG: Steinakirchen am Forst       | Die Pfarrkirche hl. Michael ist eine gotische Kirche mit allseits umlaufender Empore und erneuertem Kirchturm. | BDA-Hist.: Q2321698 Status: § 2a Stand der BDA-Liste: 2025-06-30 Name: Kath. Pfarrkirche hl. Michael GstNr.: .89 Pfarrkirche hl. Michael, Steinakirchen am Forst |
| ja   | Datei hochladen | Pfarrhof HERIS-ID: 24565 Objekt-ID: 20966                              | Kirchenplatz 2 Standort KG: Steinakirchen am Forst       | Der Pfarrhof von Steinakirchen ist ein zweigeschoßiger Bau, der im Kern spätmittelalterlich ist und Ende des 17. Jahrhunderts sowie im 18. Jahrhundert umgebaut wurde.                                                                                  | BDA-Hist.: Q37885205 Status: § 2a Stand der BDA-Liste: 2025-06-30 Name: Pfarrhof GstNr.: .87                                                                     |
| ja   | Datei hochladen | Pranger HERIS-ID: 24567 Objekt-ID: 20968                               | vor Marktplatz 15 Standort KG: Steinakirchen am Forst    | Ein Prangermandl auf einem verjüngenden Pfeiler; datiert mit 1716. | BDA-Hist.: Q37885223 Status: § 2a Stand der BDA-Liste: 2025-06-30 Name: Pranger GstNr.: 1165/2                                                                   |
| ja   | Datei hochladen | Figurenbildstock hl. Johannes Nepomuk HERIS-ID: 24572 Objekt-ID: 20973 | bei Unterer Markt 13 Standort KG: Steinakirchen am Forst | Eine Nepomukstatue auf figural reliefiertem Postament aus dem Jahr 1722 | BDA-Hist.: Q37885255 Status: Bescheid Stand der BDA-Liste: 2025-06-30 Name: Figurenbildstock hl. Johannes Nepomuk GstNr.: 388/8                                  |
| ja   | Datei hochladen | Bildstock Weißes Kreuz HERIS-ID: 24573 Objekt-ID: 20974                | bei Weisses Kreuz 2 Standort KG: Steinakirchen am Forst  | Pfeiler mit Nischenaufsatz vom 19. / Anfang des 20. Jahrhunderts, steht am nordöstlichen Ortsende. | BDA-Hist.: Q37885273 Status: § 2a Stand der BDA-Liste: 2025-06-30 Name: Bildstock Weißes Kreuz GstNr.: 336/42 Bildstock Weißes Kreuz (Steinakirchen am Forst)    |
| ja   | Datei hochladen | Wegkapelle, Burgerstegkapelle HERIS-ID: 24574 Objekt-ID: 20975         | Standort KG: Steinakirchen am Forst                      | Wegkapelle mit gestuftem Zeltdach, bezeichnet 1713, steht an der Kleinen Erlauf. | BDA-Hist.: Q37885289 Status: § 2a Stand der BDA-Liste: 2025-06-30 Name: Wegkapelle, Burgerstegkapelle GstNr.: 1378 Wegkapelle (Steinakirchen am Forst)           |
| BW   | Datei hochladen | Hausberganlage Schloßkogel, Schönegg HERIS-ID: 24578 Objekt-ID: 20979  | gegenüber Schönegg 3 Standort KG: Zehetgrub              | Als erste bekannte Besitzer der einst bedeutenden Feste wurden 1280 die Zelkinger genannt. Die Burg wurde 1526 zerstört und nicht wieder aufgebaut. Durch Zufallsfunde kamen unter dem noch sichtbaren Burghügel Mauer- und Gewölbereste zum Vorschein. | BDA-Hist.: Q37885337 Status: Bescheid Stand der BDA-Liste: 2025-06-30 Name: Hausberganlage Schloßkogel, Schönegg GstNr.: 84/1, 84/3, 85/1, 50/1, 77/4            |